# أنتوني بيرينستين
أنتوني بيرينستين (بالهولندية: Anthony Berenstein)‏ (2 مارس 1997 بأمستردام في هولندا - ) هو لاعب كرة قدم هولندي في مركز الهجوم.

## روابط خارجية
- أنتوني بيرينستين على موقع قاعدة بيانات كرة القدم.إي يو (الإنجليزية)
- أنتوني بيرينستين على موقع Soccerway.com (الإنجليزية)
- أنتوني بيرينستين على موقع عالم كرة القدم.نت (الإنجليزية)